# Henriette Marguerite
Henriette Marguerite (París,12 de julio de 1923-Ouroux-en-Morvan, 11 de agosto de 1944) fue una enfermera combatiente de la Resistencia francesa, miembro del batallón Socrate del maquis.

## Trayectoria
Henriette Marguerite nació en el distrito XIV de París. Fue acogida por la familia Bobin en Morvan, en la aldea de Frétoy (en la comuna de Lavault-de-Frétoy). Al principio de la Segunda Guerra Mundial, Marguerite estudió el ciclo superior de Educación Primaria complementaria de Château-Chinon. Formó parte de la clase 1942-1944 de la escuela de enfermería de la Asistencia Pública del Hospital parisino de la Salpêtrière.

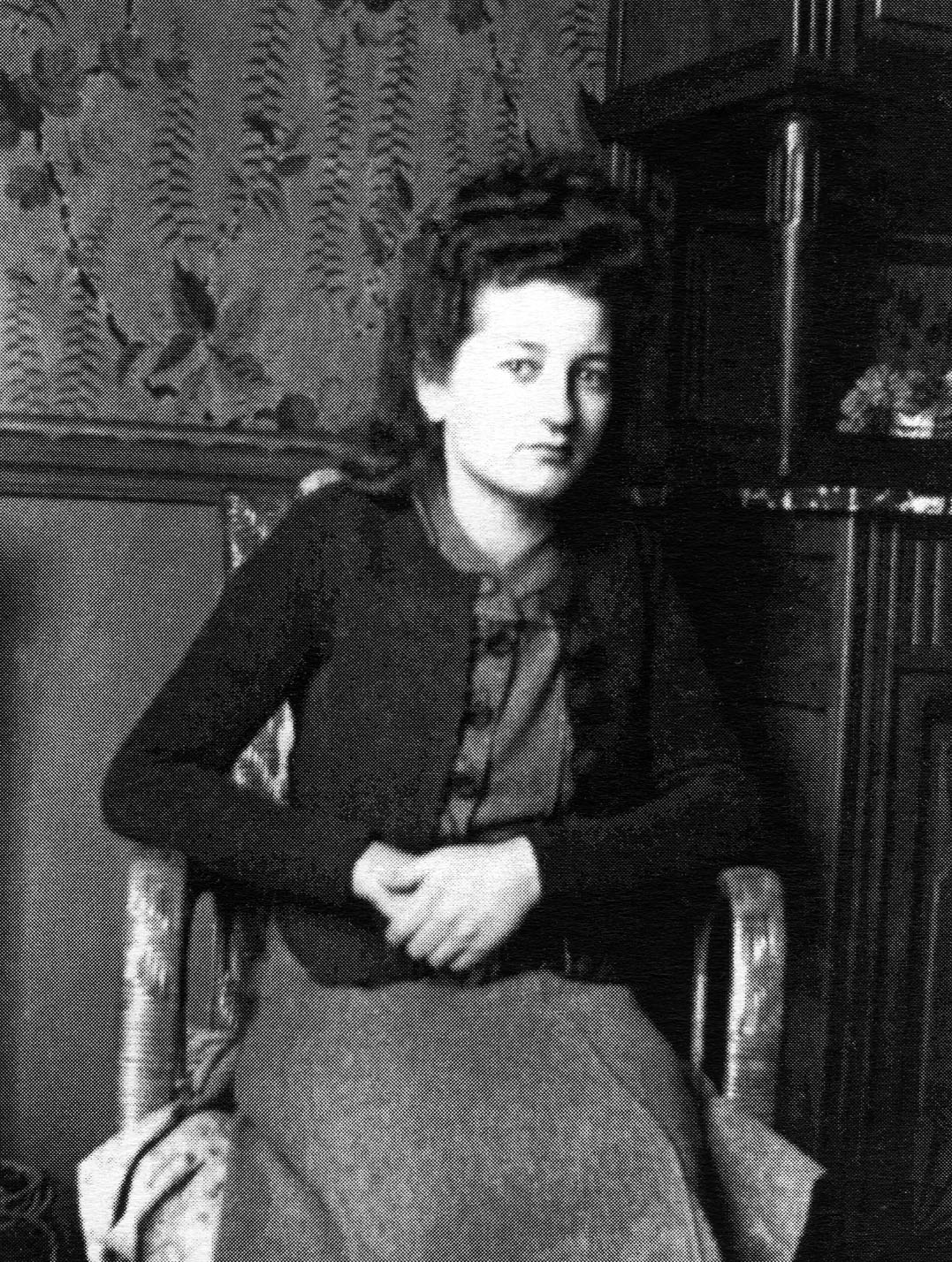
Henriette Marguerite en su casa de Lavault-de-Frétoy

De regreso a Morvan, Henriette Marguerite se unió al maquis de Socrate el 31 de julio de 1944, a petición de Georges Leyton (alias Socrate), el fundador de ese batallón. La enfermería estaba situada en una casa en Anost, debajo del Hotel Guyard.
En la tarde del 10 de agosto de 1944, Socrate, su chófer Joseph Neel (alias Roland), Henriette Marguerite y Louis Letourneur estaban a bordo de un coche en el que circulaban entre Anost y Château-Chinon, con el doble propósito de inspeccionar a los grupos emboscados en la zona y recuperar a un herido (un hombre llamado Matrot, de Roussillon-en-Morvan) para evacuarlo al hospital del batallón Maquis Bernard. Al salir de La Celle-en-Morvan, se encontraron con un gran convoy alemán que se dirigía hacia Autun. El coche tuvo un problema mecánico y no pudo dar marcha atrás. Los alemanes abrieron fuego inmediatamente. Socrate les disparó a su vez, pero fue alcanzado por varias balas (incluida una en la pierna derecha que le cortó la arteria femoral) y también recibió metralla de mortero. Marguerite, por su parte, recibió una bala en la rodilla izquierda que le rompió la rótula. Ambos fueron llevados a una casa cercana donde Socrate murió mientras que a Enriqueta le colocaron un torniquete sobre la rodilla.
Al final de la tarde, Joseph Neel logró conseguir un coche para transportar a Marguerite al hospital del maquis de Bernard, situado en el bosque de Cœuzon (comuna de Ouroux-en-Morvan), a unos treinta kilómetros de donde estaban. El cirujano Alec Prochiantz (también conocido como Martel) no estaba allí y cuando llegó no pudo hacer nada.
Marguerite fue enterrada el 13 de agosto de 1944 en el cementerio franco-británico del Maquis Bernard,  en el bosque de Cœuzon. Su nombre aparece en una placa situada en el interior del cementerio que enumera los 21 combatientes de la resistencia que fueron enterrados allí en 1944. En septiembre de 1944, después de que los alemanes abandonaran la región, a petición de sus padres adoptivos, su cuerpo fue trasladado al cementerio de Lavault-de-Frétoy.

## Reconocimientos
Recibió a título póstumo: 
- Médaille militaire (1951)
- Croix de guerre 1939–1945 (1951)

La mención " Murió por Francia " fue añadido a su certificado de defunción el 28 de julio de 1950.
Su nombre aparece en el monumento a los caídos en Lavault-de-Frétoy, en la estela del hospital de la Salpêtrière (distrito 13 de París), así como en el monumento a los caídos del batallón Socrate en La Celle-en-Morvan.
El 9 de diciembre de 2003, el Instituto de Formación en Enfermería de la Pitié-Salpêtrière (París XIII) tomó el nombre de IFSI Marguerite Henriette en su honor. Según la placa conmemorativa que le rinde homenaje (así como a Marie Brisse, otra estudiante de enfermería fallecida el 25 de agosto de 1944 durante el levantamiento parisino) en la fachada del IFSI-IFAS de la Pitié-Salpêtrière (París XIIIe).  
El 13 de julio de 2024, una placa conmemorativa que relata su recorrido fue desvelada en la calle Henriette Marguerite en la aldea de Frétoy.
Se colocó una placa en el vestíbulo del hospital de Autun que ahora lleva el nombre de Espacio Henriette Marguerite.

## Galería

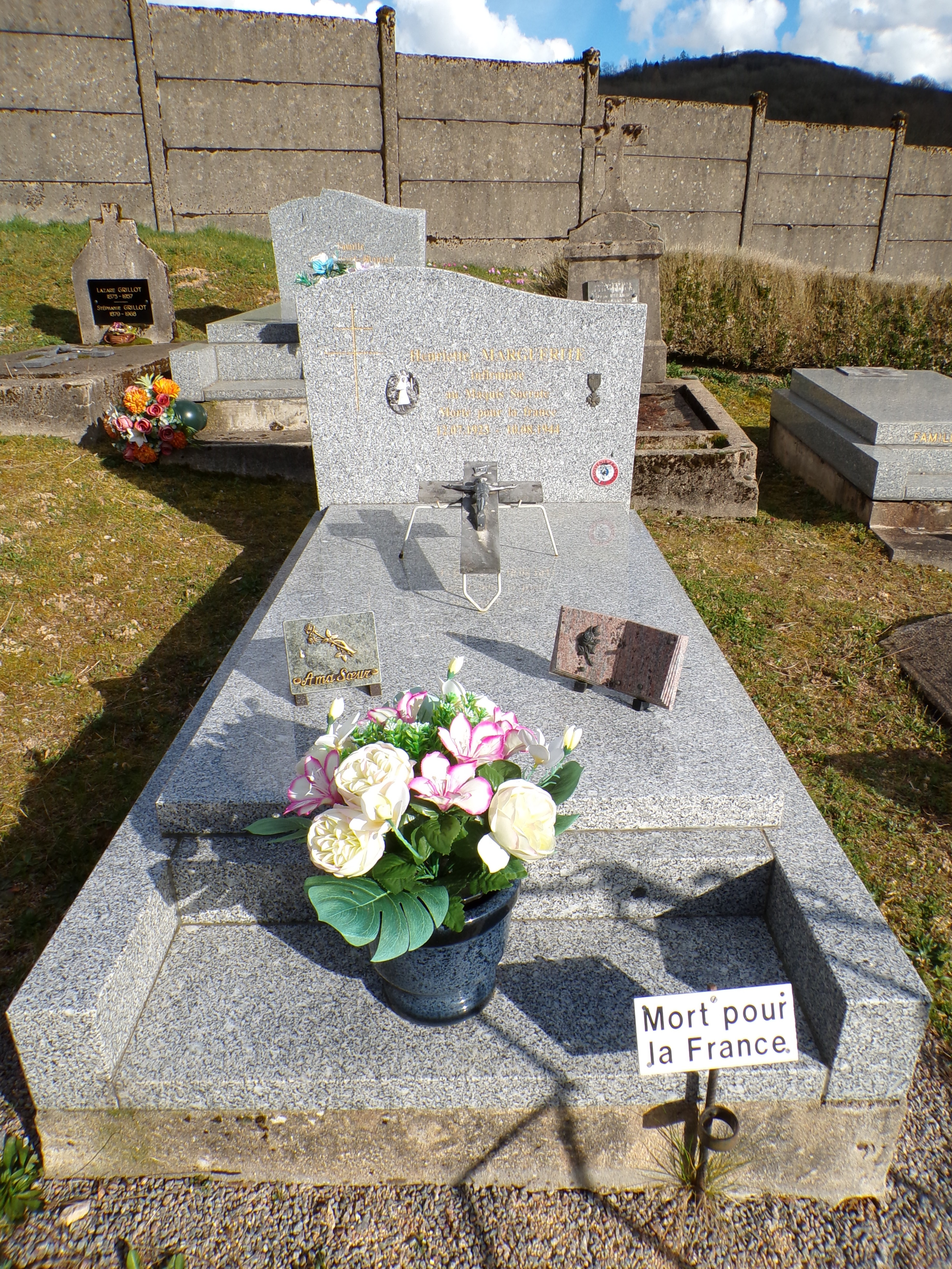
La tumba de Henriette Marguerite en el cementerio de Lavault-de-Frétoy
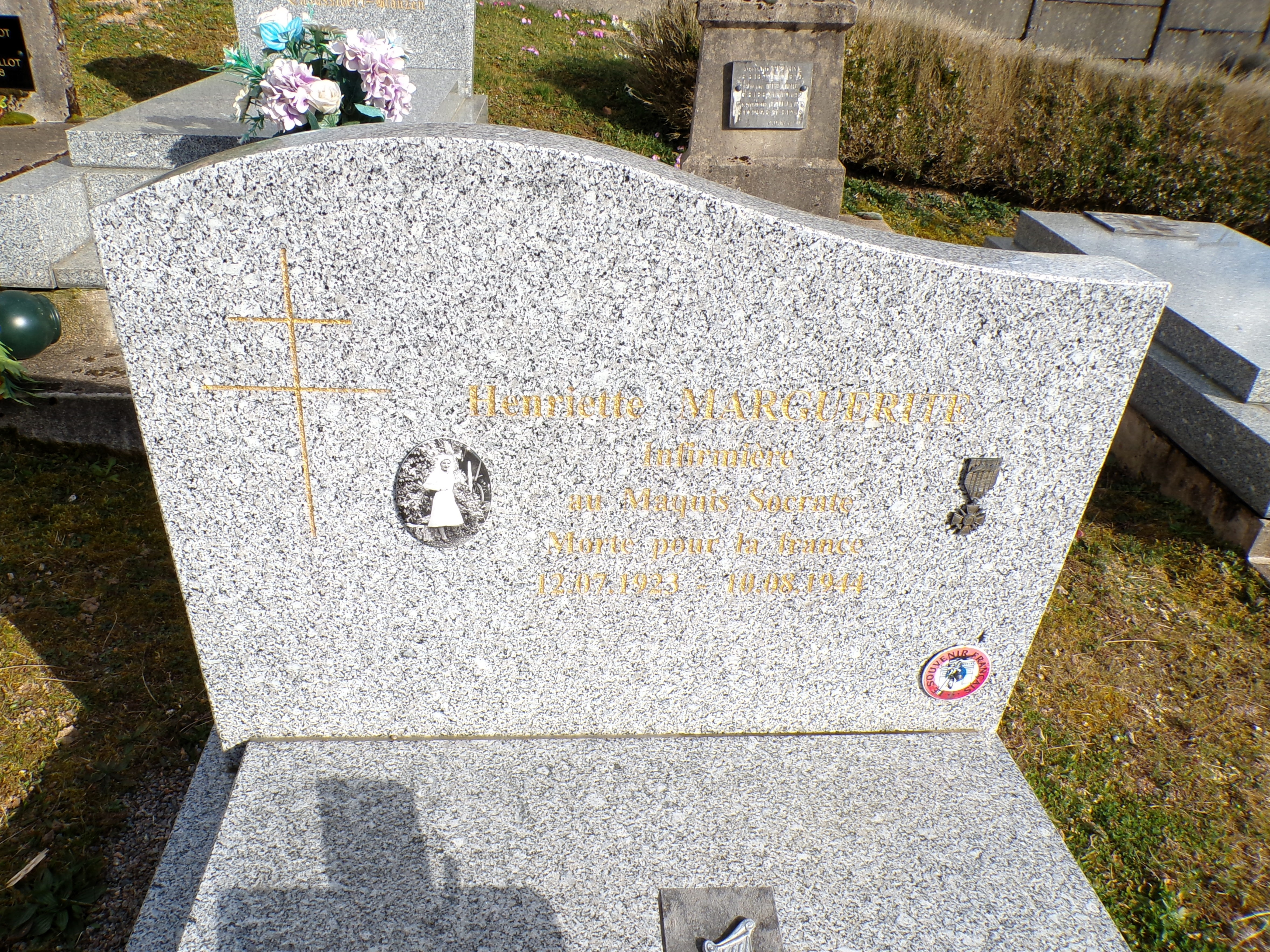
Detalle de la tumba de Henriette Marguerite en el cementerio de Lavault-de-Frétoy
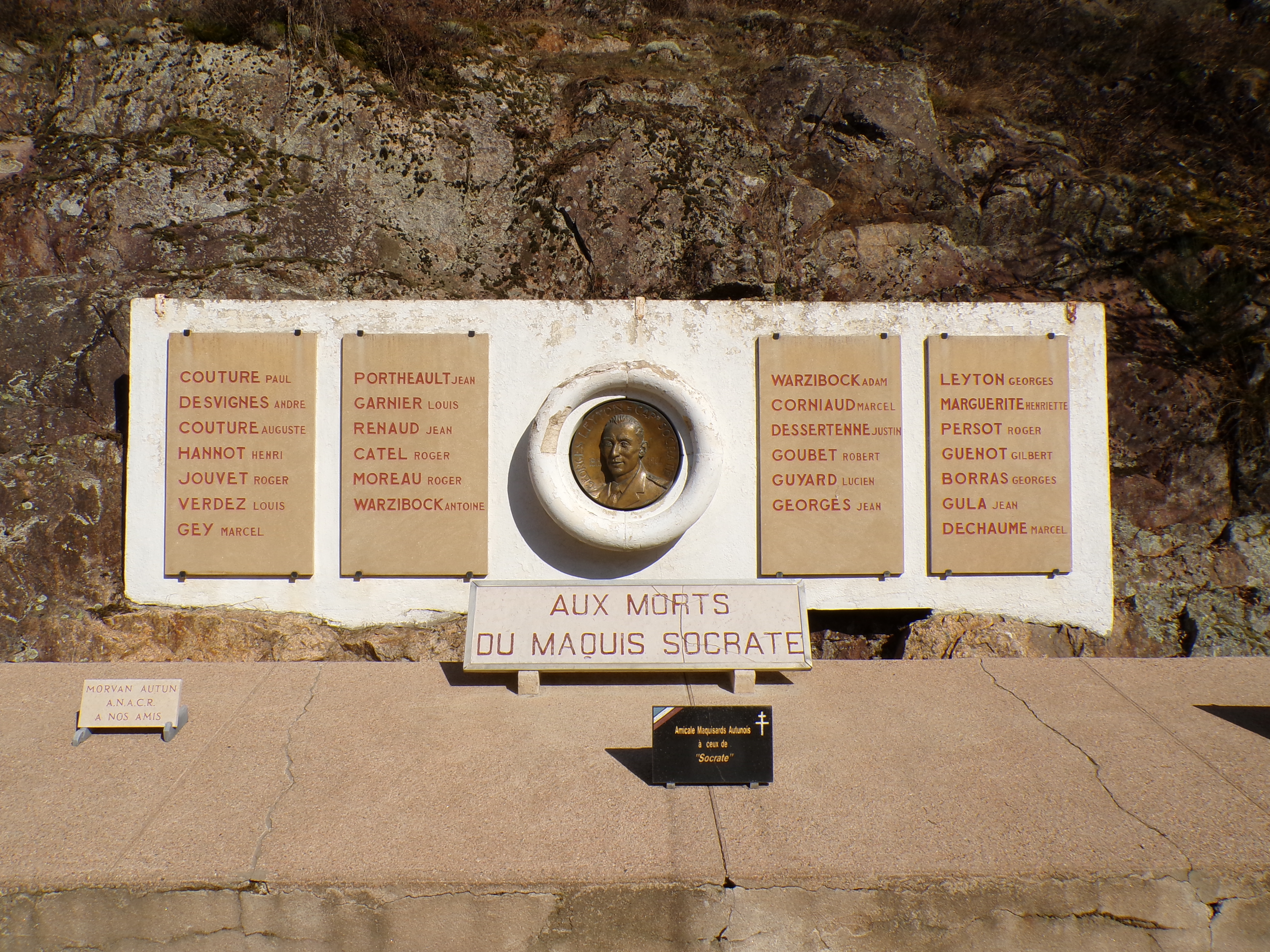
El monumento a los muertos del maquis de Sócrates en La Celle-en-Morvan
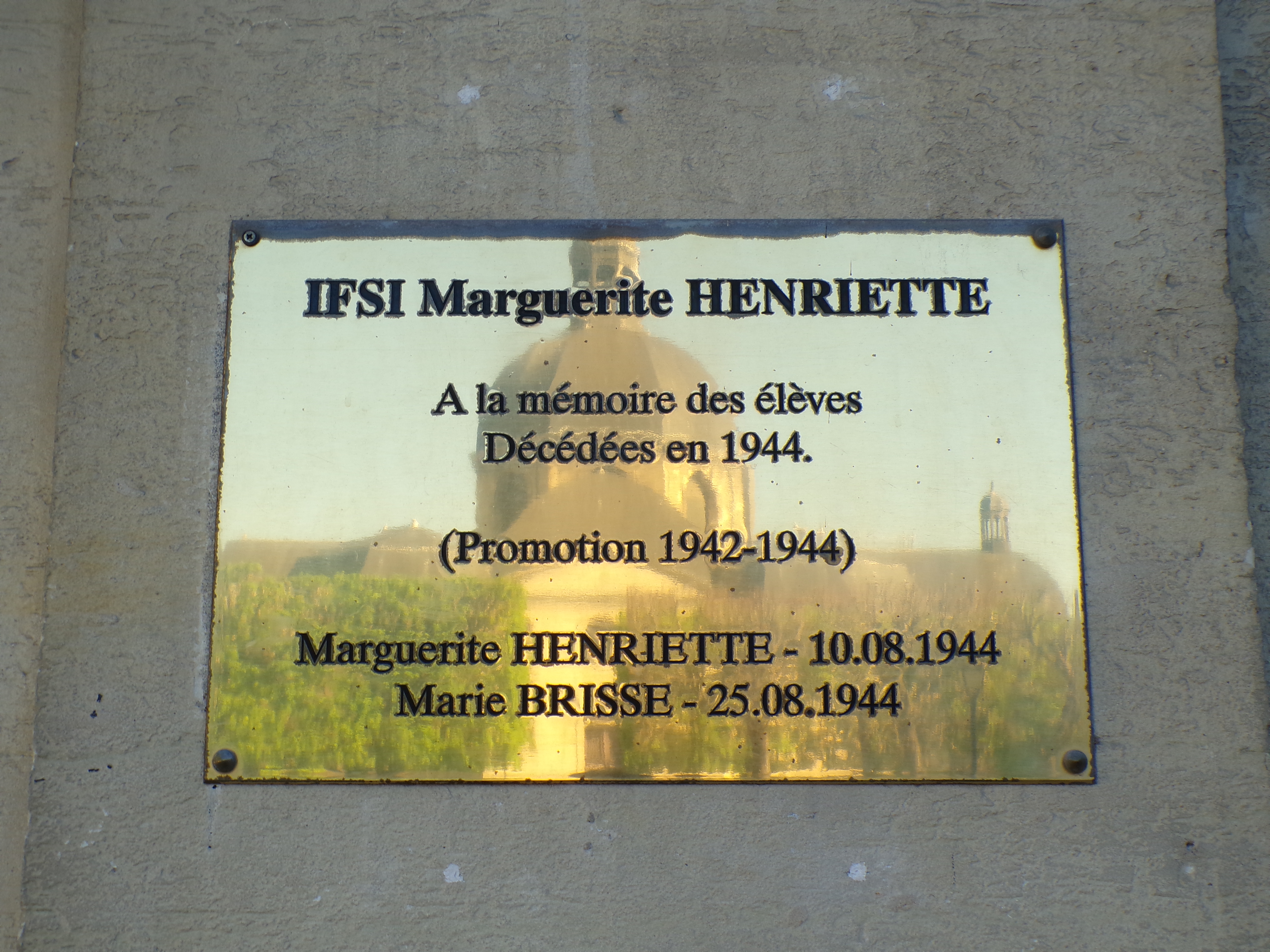
La placa en la fachada del IFSI Marguerite Henriette de la Pitié-Salpêtrière
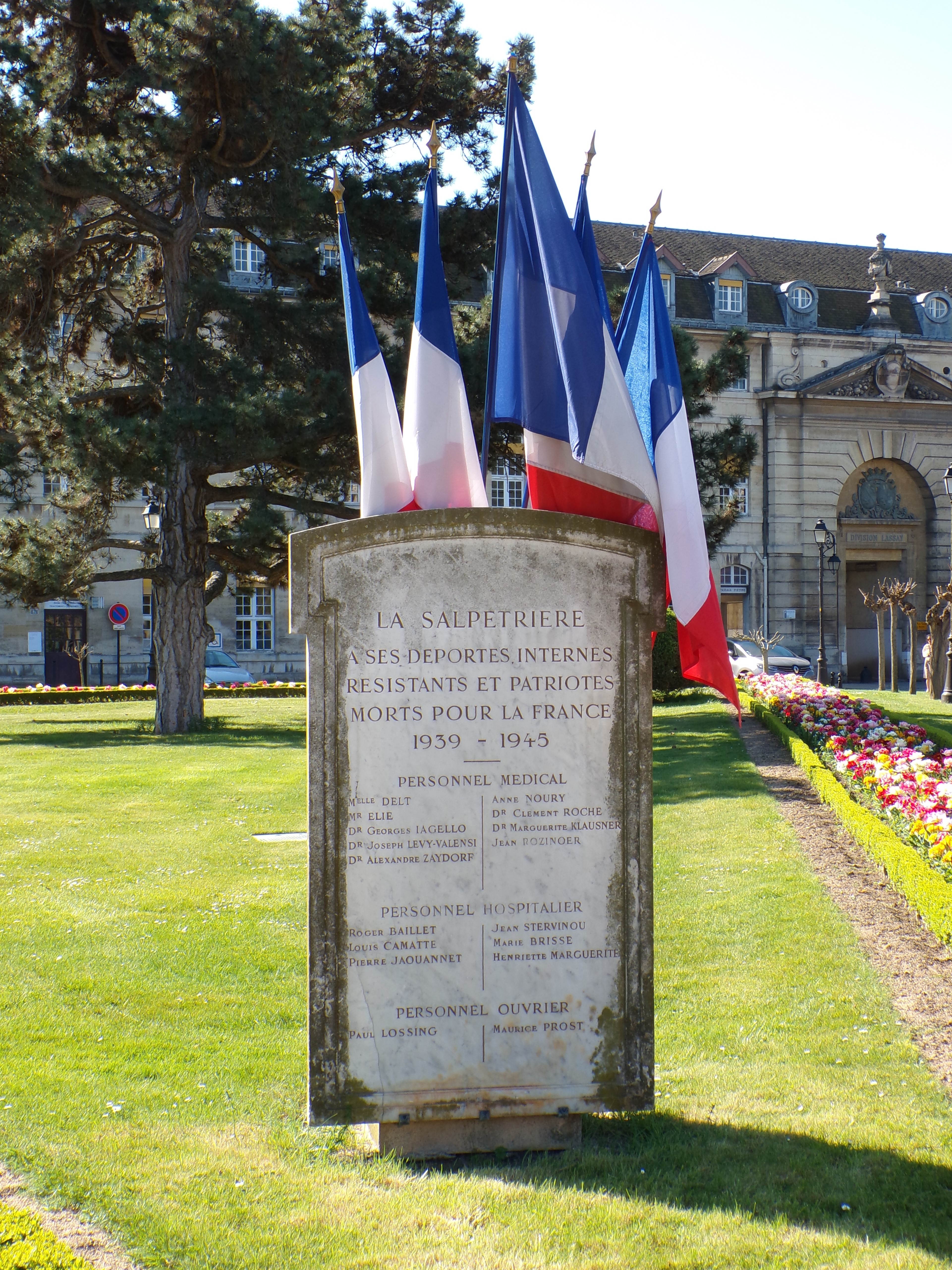
La estela del hospital Salpêtrière (París XIII)